# Франц Верфель

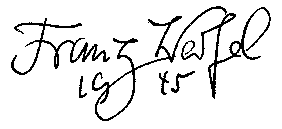
Підпис Франца Верфеля.

Франц Ве́рфель (нім. Franz Werfel; 10 вересня 1890, Прага — 26 серпня 1945, Беверлі-Гіллз) — австрійський і чеський романіст, сценарист та поет.

## Біографія
Народився у заможній єврейській родині. Під час навчання в ліцеї познайомився із Францом Кафкою та Максом Бродом.
У 1911—1912 рр. відбував військову повинність. Один із засновників віденського експресіонізму, познайомився з Карлом Краусом і Рільке. Напередодні Першої світової війни організував товариство пацифістів разом із Мартіном Бубером і Максом Шелером.
У 1915—1917 рр. воював у рядах австрійської армії на російському фронті.
6 липня 1929 року одружився з Альмою Малер, досить відомою особистістю в культурних колах Австрії того часу. Вона була на одинадцять років старшою за Франца, і до того вони вже десять років прожили у громадянському шлюбі. 1938 року після аншлюсу перебрався до Франції (Санарі-сюр-Мер), пізніше, 1940 року з дружиною, Генріхом Манном, його дружиною та сином Томаса Манна — із Франції через Піренеї в Іспанію та Португалію, а звідти — в США.
1941 року став американським громадянином. Помер 1945 року в Лос-Анджелесі, де його й поховали. 1975 року тіло Верфеля перепоховали на центральному Віденському кладовищі.

## Твори

### Романи
- 1924 Verdi. Roman der Oper
- 1928 Der Abituriententag. Die Geschichte einer Jugendschuld
- 1929 Barbara oder die Frömmigkeit
- 1931 Die Geschwister von Neapel
- 1933/47 Сорок днів Муса-Дага / Die vierzig Tage des Musa Dagh
- 1937 Höret die Stimme)
- 1939 Der veruntreute Himmel (первинно: Der gestohlene Himmel)
- 1941 Das Lied von Bernadette

### Оповідання

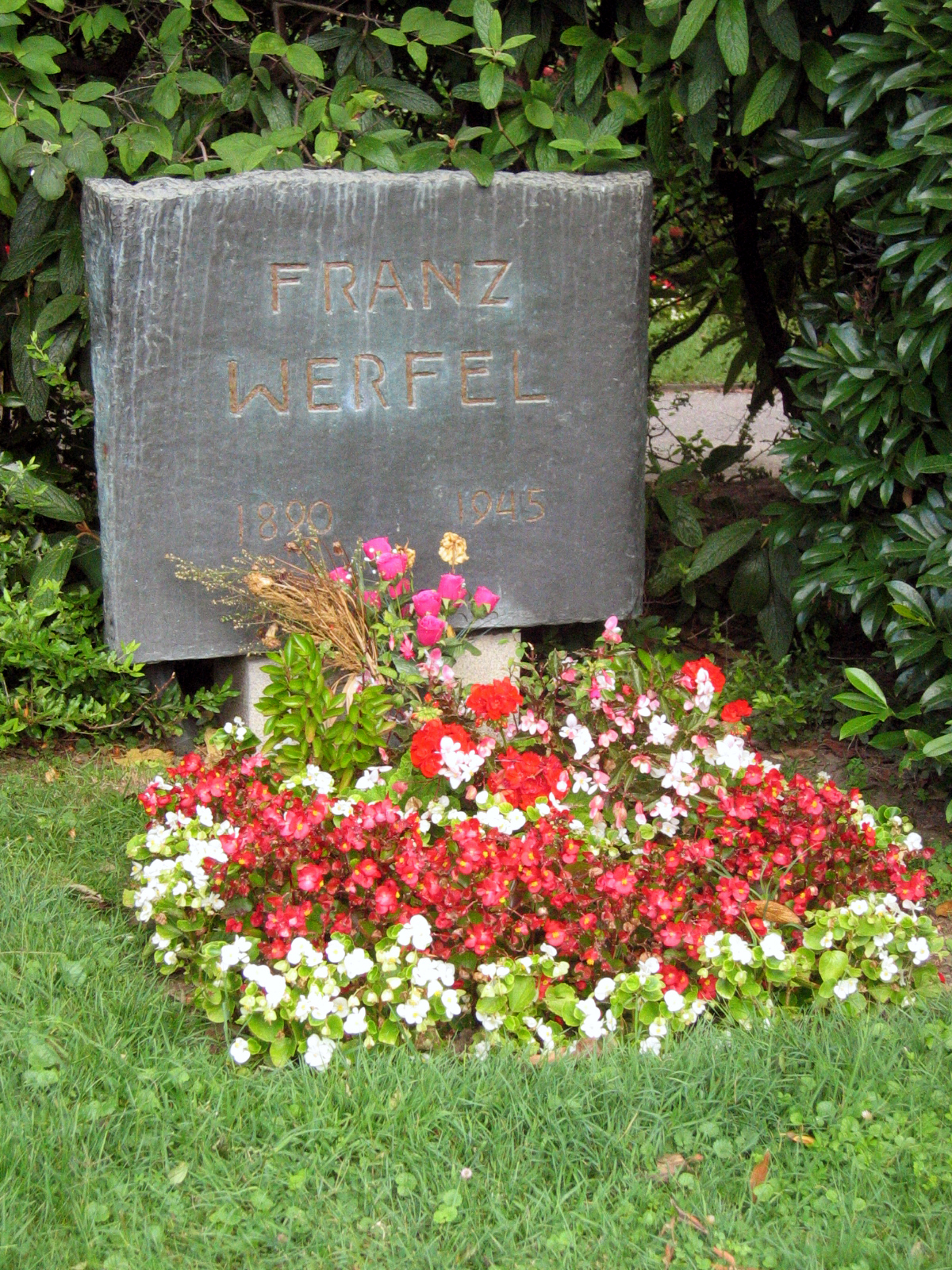
Надгробок Франца Верфеля.

- 1920 Nicht der Mörder, der Ermordete ist schuldig
- 1927 Der Tod des Kleinbürgers
- 1927 Geheimnis eines Menschen
- 1931 Kleine Verhältnisse
- 1939 Weißenstein, der Weltverbesserer
- 1941 Eine blaßblaue Frauenschrift
- 1943 Géza de Varsany

### Драматургія
- 1911 Der Besuch aus dem Elysium
- 1912 Die Versuchung
- 1914 Die Troerinnen des Euripides
- 1919 Mittagsgöttin
- 1920 Spiegelmensch
- 1921 Bocksgesang
- 1922 Schweiger
- 1925 Juarez und Maximilian
- 1926 Paulus unter den Juden
- 1930 Das Reich Gottes in Böhmen («Tragödie eines Führers»)
- 1936 Der Weg der Verheißung
- 1937 In einer Nacht
- 1944 Jacobowsky und der Oberst («Komödie einer Tragödie»)

### Поезія

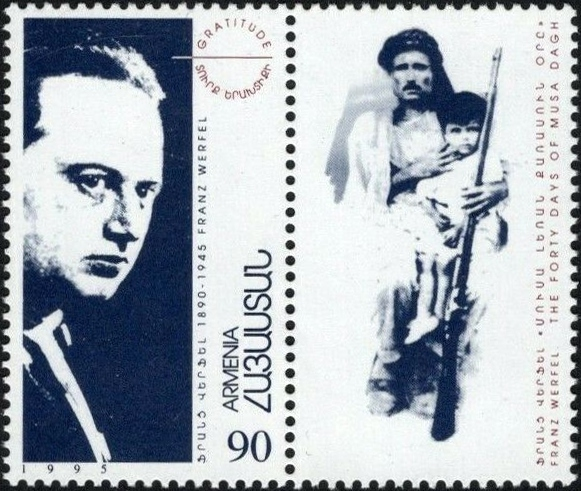
Верфель і герой його роману «Муса Даґ» на марці Вірменії 1995 року.

- 1911 Der Weltfreund'
- 1913 Wir sind
- 1915 Einander — Oden, Lieder, Gestalten
- 1917 Gesänge aus den drei Reichen
- 1919 Der Gerichtstag
- 1923 Beschwörungen
- 1928 Neue Gedichte

### Посмертні публікації
- 1946 Gedichte aus den Jahren 1908 bis 1945
- 1946 Stern der Ungeborenen (Зірка ненароджених)
- 1952 (1938/39 entstanden) Cella oder die Überwinder
- 1975 Zwischen Oben und Unten. Prosa — Tagebücher — Aphorismen — Literarische Nachträge

## Переклади українською мовою
* Верфель Ф. Верді : Роман опери / перекл. з нім. П. Соколовського; передм. А Баканова; комент. Т. Гнатів; худож. К. Музика — К. : Дніпро, 1989 — 479 с.; іл. ISBN 5-308-00182-0.